# Walter Trusendi
Walter Trusendi (* 3. Januar 1985) ist ein italienischer Tennisspieler.

## Leben und Karriere
Trusendi ist hauptsächlich auf der Challenger Tour aktiv und gewann auf dieser bislang drei Titel im Doppel. Sämtliche Titel gewann er auf Sand, allerdings mit unterschiedlichen Partnern. Bei Grand-Slam-Turnieren scheiterte er stets in der Qualifikation. Größere Erfolge auf der ATP-Ebene gelangen ihm erstmals 2012 beim Turnier in Umag, als er gleich beim ersten Versuch, sich für ein Hauptfeld auf der World Tour zu qualifizieren, erfolgreich war.

## Erfolge
| Legende (Anzahl der Siege)  |
| Grand Slam                  |
| ATP World Tour Finals       |
| ATP World Tour Masters 1000 |
| ATP World Tour 500          |
| ATP World Tour 250          |
| ATP Challenger Tour (4)     |

### Doppel

#### Turniersiege
| Nr. | Datum              | Turnier    | Belag     | Partner       | Finalgegner                     | Ergebnis          |
| --- | ------------------ | ---------- | --------- | ------------- | ------------------------------- | ----------------- |
| 1.  | 6. September 2008  | Genua      | Sand      | Gianluca Naso | Stefano Galvani Domenico Vicini | 6:2, 7:62         |
| 2.  | 21. September 2008 | Todi       | Sand      | Gianluca Naso | Alberto Brizzi Alessandro Motti | 4:6, 7:63, [10:4] |
| 3.  | 2. März 2012       | Casablanca | Sand      | Matteo Viola  | Jewgeni Donskoi Andrei Kusnezow | 1:6, 7:65, [10:3] |
| 4.  | 19. Februar 2017   | Tempe      | Hartplatz | Matteo Viola  | Marcelo Arévalo José Hernández  | 5:7, 6:2, [12:10] |